# Marko Gugić
Kipar Marko Gugić (Sinj, 21.11. 1951.) hrvatski je umjetnik.
U Sinju završava osnovnu i srednju zanatsku školu. U Tehničkom školskom centru u Splitu specijalizira obradu metala (V.stupanj). Jedno vrijeme radi u Brodogradilištu Split i Jadranskoj željezari. javno izlaže od 1974. godine i do sada je sudjelovao na stotinjak žiriranih te realizirao 17 samostalnih izložbi skulptura u drvu, kamenu, metalu i kombiniranim tehnikama.  Od 1982. godine član je HULU-a Split, od 1986. je u statusu samostalnog umjetnika pri Zajednici samostalnih umjetnika Hrvatske u Zagrebu, a 1997. godine i član HDLU. Autor je likovnih i izvedbenih rješenja eksterijera i interijera više sakralnih objekata, privatnih i javnih prostora; grbova i zaštitnih znakova, nagrada i plaketa, oprema knjiga i diploma. Od 1989. živi i djeluje u Klisu (na planini Kozjak) unutar ateliera s parkom skulptura. Sudjelovao je na stotinjak žiriranih izložbi, javnim natjecajima, u dobrotvornim akcijama i u radu likovnih kolonija. Autor je brojnih javnih spomenika, likovnih i izvedbenih rješenja eksterijera i interijera sakralnih objekata, oprema knjiga, nagrada i diploma, plaketa, grbova i zaštitnih znakova te dobitnik više nagrada i priznanja.

## Unutarnje poveznice
HULU Split

## Vanjske poveznice
http://hulu-split.hr/artisti/gugic-marko/
http://gugic.com/marko/